# Combate de San Juanito
El combate de San Juanito (Meta) fue una batalla que enfrentó a 3 frentes de las Fuerzas Armadas Revolucionarias de Colombia - Ejército del Pueblo (FARC-EP)contra una compañía contraguerrilla del BCG 21 adscrita a la Brigada Móvil N.° 1 del Ejército Nacional de Colombia, el 1 de febrero de 1997 en El Tablón, municipio de San Juanito, departamento del Meta. El ataque inicial de los guerrilleros terminó con el copamiento de la unidad conformada por 37 soldados, pero la contraofensiva del Ejército Nacional, que movilizó un millar de tropas y una decena de aeronaves al área, se saldó con una victoria estratégica para las Fuerzas Militares que lograron recuperar el control parcial de un estratégico corredor de movilidad que llevaba al centro del país. En los combates murieron 17 soldados y 8 fueron secuestrados, aunque estos serían liberados poco después.

## Antecedentes
El municipio de San Juanito (Meta), situada unos 30 kilómetros al norte de Villavicencio. Con una extensión de 243 kilómetros cuadrados esta sobre la vertiente este de la cordillera oriental y hace parte de la denominada región del “Alto Guatiquía”, topográficamente un relieve de montañas escarpadas que forman dos ramales, al Este la Cordillera de los Farallones y al Oeste el Sistema de Chingaza; ambos con alturas considerables.
Por su ubicación geográfica, San Juanito y las jurisdicciones cercanas se habían convertido en retaguardias estratégicas para las FARC-EP, Según los militares, desde allí los subversivos podían ejercer control sobre la carretera al Llano, las poblaciones de Fómeque, Cáqueza y la vía a Ubalá, dominando el acceso a un corredor de movilidad que llevaba hacia Cundinamarca.
El Departamento del Meta por otro lado, era para las FARC-EP el centro de toma de decisiones políticas, debido a que allí se concentraba el Estado Mayor del Bloque Oriental de las FARC-EP, y el Secretariado de la organización insurgente.
Dentro de este contexto a partir de 1995 se dio un incremento sustancial de las acciones de la insurgencia en todo el país, no solo a nivel cuantitativo sino sobre todo cualitativo. Estos hechos fueron producto de una estrategia definida por la guerrilla de las Farc, en la séptima y octava conferencias del secretariado. Con ello se pretendía abandonar la condición de guerrilla rural y consolidar un ejército revolucionario que actuara según la guerra de movimientos, en grandes masas de maniobra que liquidaran unidades completas del enemigo.
Este salto en términos militares se expresó sobre el terreno, primero con la brutal emboscada de Puerres en abril de 1996, y luego con los ataque de Las Delicias y La Carpa donde murieron medio centenar de uniformados y 60 más fueron secuestrados. De forma paralela, el bloque oriental fue consolidando su dominio del piedemonte metense, multiplicando sus acciones sobre la vía al Llano y el suroriente de Cundinamarca, con vistas a una intensificación de la guerra en esa región (secuestros, tomas a poblaciones, emboscadas, hostigamientos, ataques contra instalaciones militares y de policía, sabotaje contra la infraestructura económica, petrolera, eléctrica y de comunicaciones, etc.)
De ahí que el control de los corredores de movilidad hacia el centro del país, adquiriera mayor relevancia todavía.

## Operaciones de rastreo en el área
A principios de 1997, unidades de inteligencia de la Quinta División del Ejército en cabeza del mayor general Jorge Enrique Mora Rangel, había obtenido información sobre la presencia de un grupo de secuestrados en el páramo de San Juanito, sobre la Cordillera Oriental. En vista de ello se habían desplazado varias unidades contraguerrilla del BCG 21 adscrito a la Brigada Móvil N 1, al área general del Alto Guatiquia.
En medio de estas operaciones en el área, un grupo de 15 soldados, comandados por el capitán Orlando Barrios, fue alertado sobre la presencia del grupo de secuestrados en una paraje montañoso y frío de la región del páramo de Chingaza. Entre ellos, el agricultor Fernando García Perdigón, y los ingenieros de nacionalidad brasileña, Demetrio Mendoza Duarte y Eduardo Baptista Recende, plagiados en la vía al Llano hacía pocos meses. Después de recibir los refuerzos para proseguir con el operativo, Barrios y su compañía de 37 hombres (de las compañías Motilones y Caribe) comenzaron las tareas de registro en el área. En ese momento, a las 18:30 del viernes 31 de enero, tuvieron el primer contacto con un grupo guerrillero que tenía en su poder al ciudadano García Perdigón. Este fue rescatado con vida; 2 subversivos murieron mientras 2 más fueron detenidos. Uno de ellos indicó a los militares, la existencia de un arsenal del frente 53 en el sitio Río Verde, vereda El Tablón, localizado en la Cordillera Oriental, a 90 minutos de San Juanito, por un camino de herradura.
La noche transcurrió en relativa calma. Después de organizar los turnos de vigilancia y los cambuches en donde se resguardaron del intenso frío del páramo, los militares comieron. Hasta ese momento las municiones y las raciones de alimentos y el agua eran suficientes. La moral de los hombres era alta, según comentó luego el Capitán Barrios.
El sábado primero de febrero, a las 05:15 horas, las tropas levantaron el campamento y se alistaron para la nueva operación. Treinta minutos después, llegaron en helicóptero los fiscales provenientes de Cáqueza (Cundinamarca), para hacer el levantamiento de los dos cadáveres y realizar la detención de los dos guerrilleros capturados.
A las 10:00 horas el primer grupo integrado por el capitán Barrios, el teniente Herrán y 17 soldados a bordo el primer MI ruso, que los llevaría hacia la zona del Tablón. Pronto le siguió el resto de la unidad.

## La Batalla de El Tablón
De acuerdo a las indicaciones del informante, la compañía contraguerrilla compuesta por 37 efectivos entre oficiales, suboficiales y soldados voluntarios al mando del capitán Barrios, fue transportada hasta el sector de El Tablón, una agreste zona ubicada en los páramos que hay entre los departamentos de Meta y Cundinamarca. Allí desembarcaron sobre las 11:00 horas del sábado 1 de febrero, cerca de una casa campesina empotrada en la fría pendiente. 
Cuando el último helicóptero alzaba vuelo sin haberse posado en el suelo, los militares que se habían apeado de él fueron atacados con fuego de fusiles por un nutrido grupo de guerrilleros escondidos en las montañas. Al menos 150 subversivos de los frentes 51, 53 y 54 y de las compañías Joaquín Ballesteros y Che Guevara del Bloque Oriental de las FARC-EP, estaban emboscados en las proximidades. En ese momento murieron los dos primeros soldados. En medio del fuego cruzado y con un impacto en el fuselaje, la aeronave salió de la zona dejando abajo al contingente de 35 hombres de la Brigada Móvil del Ejército Nacional.
Tras la arremetida de los guerrilleros, el capitán Barrios y sus 34 hombres intentaron avanzar hacia la parte alta de la montaña, en donde estaba atrincherada la gran mayoría de los subversivos. Pero de acuerdo con el testimonio del capitán, ellos tenían totalmente cubierto ese sector: “No nos podíamos mover, saltábamos de un lado al otro por entre las piedras porque ellos tenían toda la visibilidad”.
Parte de la compañía se atrincheró entonces dentro de la casa campesina, donde se encontraban una familia de 5 labriegos. Estos debieron refugiarse de las balas en una de las 5 habitaciones del lugar, mientras los soldados tomaban posiciones en los demás piezas y por las ventanas respondían el fuego enemigo. Otros militares se apostaron en las inmediaciones. Desde allí repelieron el ataque por al menos 7 horas. En ese segundo intercambio de disparos el teniente Andrés Barrios Herrán fue herido.
Pronto los guerrilleros reforzaron sus unidades de ataque y empezaron a descender de la montaña, de donde llegaban por relevos para combatir. De esa manera apretaron el cerco y empezaron a gritarle a los soldados: “chulos regalados van a morir como babosas…”. En medio del tiroteo, dos soldados lograron alcanzar la caleta donde, según el informante, una gran cantidad de armas estaba almacenada. Allí solo había un fusil Galil. 
Conforme pasaban las horas, el combate creció de intensidad haciéndose cada vez más cerrado y casi cuerpo a cuerpo. A las 18:30 horas murieron otros dos soldados. El grupo ahora de 33 hombres contaba en sus filas con bastantes heridos, mientras que la guerrilla seguía recibiendo relevos y se había dividido en dos frentes de ataque, con 120 a 140 militantes cada uno. Tenían prácticamente copados a los militares. Sobre las 19:00 horas, algunos soldados al igual que uno de los campesinos atrapados, lograron romper el cerco arrastrándose en varios grupos fuera de la casa, mientras los otros civiles con las manos en alto pudieron escapar gracias a una breve pausa en los combates. A las 20:30 horas, se intensificó nuevamente la arremetida de los guerrilleros.
El tiroteo cesó a las once, luego de casi 12 horas de combate. Las horas transcurrieron en una calma aparente, mientras los guerrilleros recibían más refuerzos, y el capitán Barrios intentaba reorganizar a sus hombres, aunque algunos de ellos, sin municiones suficientes y temiendo verse copados, se separaron de la unidad principal y se refugiaron en la falda de la montaña en donde había caños secos camuflados entre la maleza.

## Cerco y copamiento
A las 06:15 horas del domingo 2 de febrero, el capitán se comunicó con el comando de la Brigada en Bogotá para informar de las bajas y de la necesidad de refuerzos urgentes. Pronto volvió a reanudarse el combate. A las nueve, después de dos horas y media de enfrentamientos, dos helicópteros rusos sobrevolaron el área. Pero por tratarse de una zona montañosa y nublada, el envío de los refuerzos se dificultó, además que los helicópteros fueron atacados con fuego de ametralladoras desde las empinadas crestas que dominaban el terreno. Por lo tanto las tropas de apoyo solo pudieron ser transportadas hasta el caso urbano de San Juanito donde debieron estacionarse sin poder asistir a las unidades atacadas. Sobre las horas del mediodía la suerte de las tropas quedó sellada. 
En ese momento el equipo de radio comunicación de la compañía recibió dos impactos y quedó fuera del aire. El soldado que lo servía murió y el capitán Barrios fue herido en la balacera. Sin municiones, el oficial tuvo que replegarse y escapar de la zona de los combates. Sus hombres, mientras tanto, seguían resistiendo. El teniente Herrán, el otro oficial al mando, ya había muerto. Un tiro en la frente le había destrozado parte del cráneo. Sobre las 14:00 horas la compañía fue copada y una decena de uniformados murió en el combate. Los pocos sobrevivientes fueron capturados por los guerrilleros entre la tarde del domingo y el amanecer del lunes. En total 8 soldados voluntarios y el capitán Barrios. Todos fueron desarmados y conducidos a un lugar aparte. Sin embargo, 5 horas después, en un descuido el oficial logró fugársele a sus captores. Los 8 soldados, 3 de los cuales tenían heridas de consideración fueron entregados más tarde a la Cruz Roja en la escuela de El Tablón.
El saldo final del ataque: de los 37 soldados de la compañía Caribe y Motilones 16 murieron, 8 salieron heridos y 9 fueron rescatados ilesos. Otros 4 uniformados que lograron escapar al copamiento de su unidad, los soldados voluntarios Segundo Caicedo Rodríguez, Albeiro Vargas Sánchez, Carlos Arroyabe Correa y Ferney José Arce Mayor sobrevivieron durante 3 días refugiados en una cueva a ración de solo agua. Heridos y agotados, pero llevando su equipo a cuestas, lograron llegar al casco urbano de San Juanito el 5 de febrero luego de una agotadora marcha.

## Contraofensiva de la V División
Entre el lunes 3 y el martes 4 de febrero, aviones Kfir, OV10, y Mirage, bombardearon y ametrallaron una franja de 50 kilómetros cuadrados de la Cordillera Oriental sobre las montañas de El Tablón, mientras desde la Quinta División con sede en Bogotá, se dispuso la movilización de tropas adscritas a las brigadas VII y XIII. Unos 1000 hombres se concentraron en la cabecera municipal, y empezaron a avanzar por un camino de herradura entre San Juanito y El Calvario. Esto debido a que el domingo, las tropas de apoyo helicoportado fueron recibidas con fuego intenso por los guerrilleros que desde tierra intentaban derribar los aparatos. En ese cruce de fuego murió el soldado Jesús Montoya, de 21 años. Así mismo resultaron heridos otros dos soldados y un capitán, piloto de la FAC. Dos aparatos quedaron averiados. 
Solo tras nuevos bombardeos efectuados entre el lunes y el amanecer del martes la resistencia fue aplastada. Ese día, después de las 08:00 horas y con apoyo del C-47 Fantasma y dos helicópteros artillados, cuatro Black Hawk pudieron desembarcar alrededor de 250 soldados contraguerrilla de la brigada Móvil N.° 1 y la Brigada XIII de Bogotá. En varios vuelos las tropas fueron llevadas a las montañas alrededor del cañón del río Verde, donde se habían presentado los combates para recuperar los cuerpos de los caídos y rescatar a los sobrevivientes que se hallaban todavía en el área.
Finalmente, los insurgentes tuvieron que replegarse de la zona intensamente bombardeada y el dominio del corredor de movilidad que por allí llegaba al centro del país, quedó amenazado. A causa de los combates por lo menos unas 1.500 personas de las veredas El Tablón, San Luis, Candelaria, San José, Santa María y El Carmen se desplazaron hasta el casco urbano de San Juanito. En los combates, 1 guerrillero fue capturado y al menos 12 más fueron abatidos y sus cuerpos recuperados, aunque según testimonios de los militares las bajas pudieron ser más elevadas.
Las operaciones en el área continuaron hasta septiembre de 1997, cuando tropas del Batallón contraguerrillas No. 20 "Cacique Sugamuxi" adscrito a la Brigada Móvil No. 1, lograron llegar al campamento madre del Frente 53 de las FARC-EPy desmantelar el principal eslabón de dominio territorial que ejercían las FARC-EP en el sector de San Juanito.

## Militares abatidos, heridos y secuestrados
- Asesinados: Teniente Ernín Andrés Barrios Herrán y soldados voluntarios Jimmy Arroyo Montaño, Oscar Emilio Gutiérrez, Giovanny Amaya Díaz, Eder Giovanny Tapiero Tapiero, Adenis Hernández Zamudio, Carlos Arturo Bonilla Velasco, Edgar Palacios Torres, Eliodoro Romero Aroca, Ferney Morales Mancera, José Luis Angulo Murillo, Carlos Jaramillo Ramírez, Luis Ernesto Martín Barreto, Ciro Alfonso Navarro Rivera, Náder Misael Ramírez Briñez y Carlos Sánchez.[4] Durante la operación de apoyo murió el soldado Jesús Montoya.

- Secuestrados y liberados posteriormente: Soldados voluntarios Milcíades Quiroga, Alexander Bejarano, José Iver Collazos Alegría, Miguel Antonio Díaz Arévalo, Mauricio Márquez Cruz, Oscar Palacios Pavierna, Luis Caicedo Silva, y Luis Alberto Parra Abay.[7]